# 短路

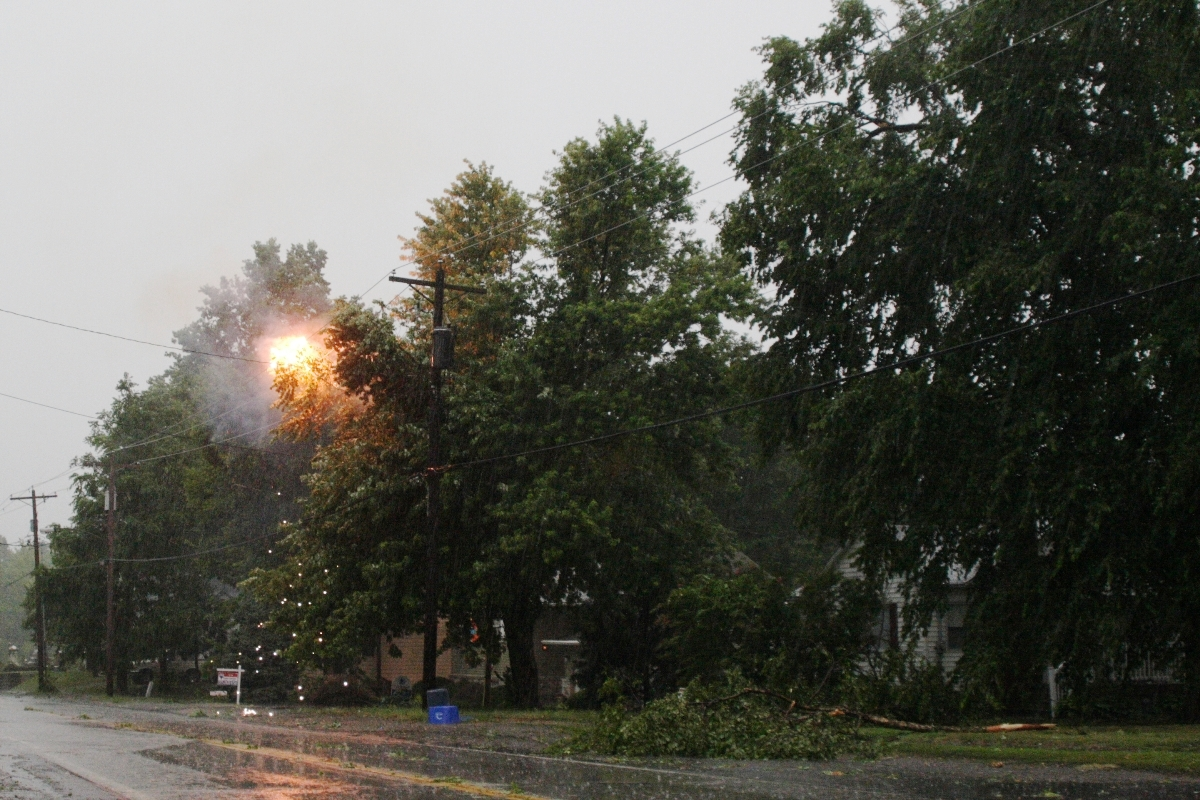
树枝在暴风雨中将电线短路

短路（英語：Short circuit）是指在正常电路中电势不同的两点不正确地直接碰接或被阻抗（或电阻）非常小的導體接通时的情况。短路时电流强度很大，往往会损坏电气设备或引起火灾。
电力系统在运行中，相与相之间或相与地（或中性线）之间发生非正常连接（即短路）时而流过非常大的电流。其电流值远大于额定电流，并取决于短路点距电源的电气距离。例如，在发电机端发生短路时，流过发电机的短路电流最大瞬时值可达额定电流的10～15倍。大容量电力系统中，短路电流可达数万安。这会对电力系统的正常运行造成严重影响和后果。

## 定义
右图显示的是导线、定值电阻、电源的短路。

导线、定值电阻、电源的短路

短路是一种不正常的低电阻的电路，会产生较大的电流。过大的电流有可能导致电路损坏，过热，火灾或爆炸。
在电路分析中（见右图），短路电路用来指两个节点之间的零电阻连接。在一个理想的短路中，电阻为0。在简单的电路分析中，导线被认为是短路。而在实际电路中，则几乎为零电阻连接。

## 例子
发生短路常见原因之一是电池的正极与负极被低电阻的导线连接在一起。这时，较大的电流使得電路在短时间内通過大量的電荷。
较大电流通过的导线也可能过热，造成绝缘层损坏，引起火灾。电动机叶片被卡住，也可能会导致短路。
在电气设备中，短路通常是由于意外或绝缘层脱落。
短路还可能会导致电弧的产生。电弧是一种气体放电现象，电流通过某些绝缘介质（例如空气）所产生的瞬间火花。它对会对输电系统、配电系统以及电子设备造成损害。

## 防止危害

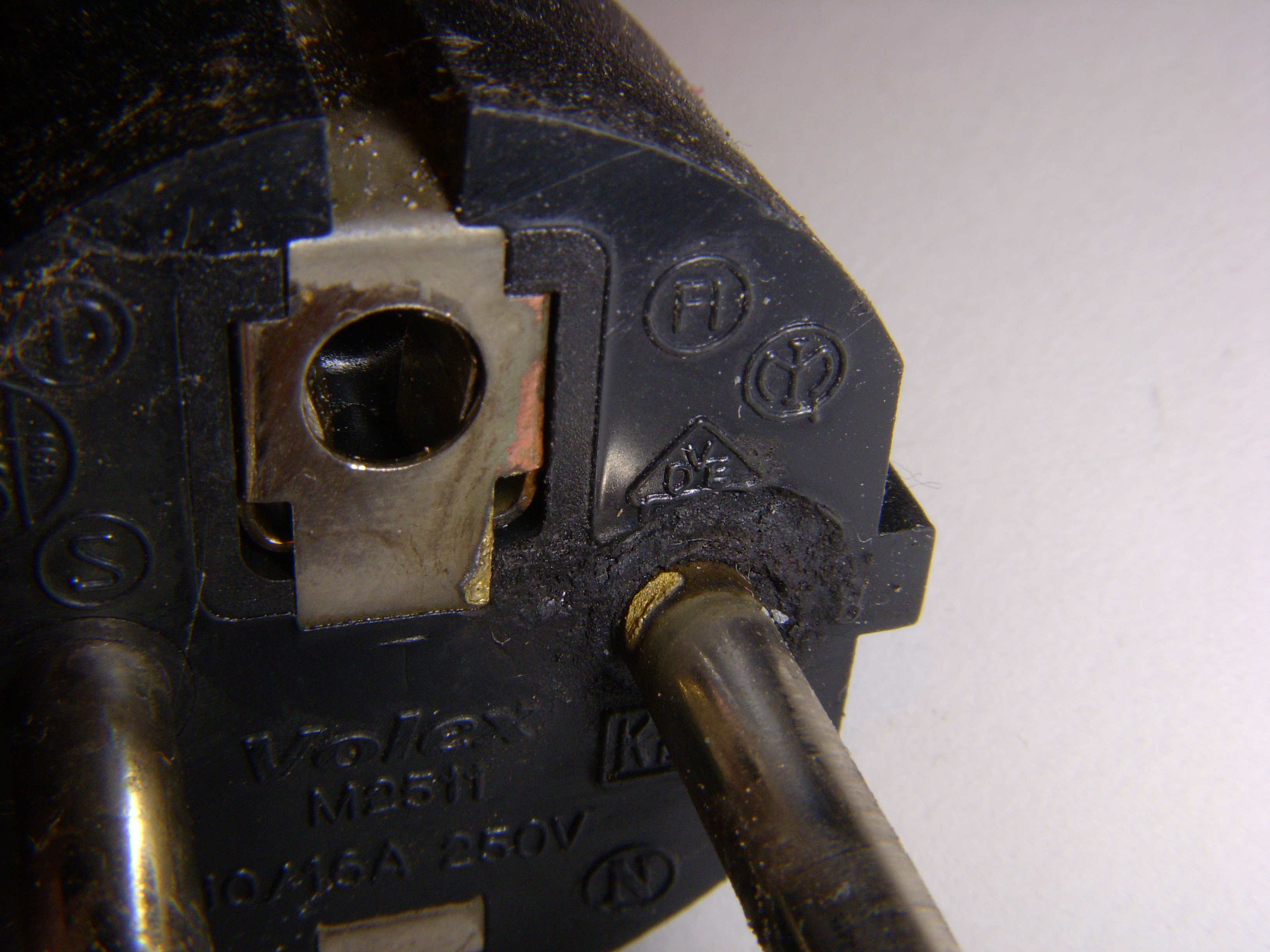
短路会损伤插座和插头。当导电的液体（如一般的水）渗入插座或插头时就可能会造成短路。产生短路时断路器会跳闸，从而避免进一步的损害。

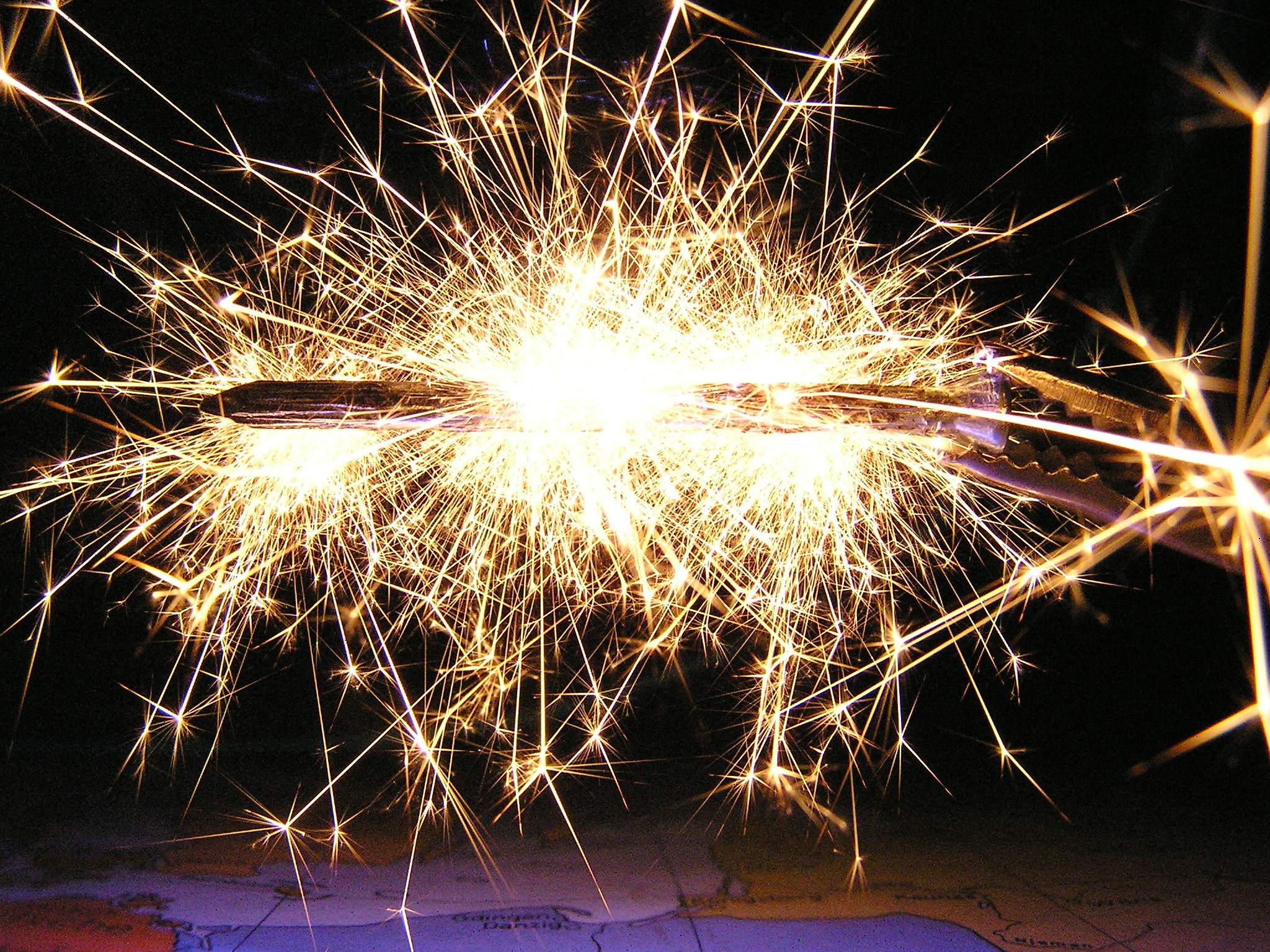
短路的一刻火花四散

短路造成的危害，可以通过预防（如使用符合建筑和电气使用规范的电路）或使用熔断器（如保险丝）、断路器或其他过载保护器，在电流过大时断路。电流过载保护必须根据实际选择。例如，大功率的用电器需要10至20安培的工作电流，因而需要20到30安培的断路器进行保护。而照明电路通常只需要不到10安培或15至20安培的断路器。

### 空中捆绑输电线
低压架空电线上一般使用非绝缘的输电线，靠电线之间较大的间距来保证绝缘。可是，风可以将电线吹动，从而产生短路，产生火花，甚至点燃森林大火。为了减少这个问题，澳大利亚已经使用了一些空中捆绑的输电线，三相线和地线之间都是绝缘的，然后缠在一起。